# Raión de Dergachi
Dergachi (en ucraniano: Дергачівський район) es un raión o distrito de Ucrania en el óblast de Járkov. 
Comprende una superficie de 900 km².
La capital es la ciudad de Dergachi.

## Demografía
Según estimación 2010 contaba con una población total de 95220 habitantes.

## Otros datos
El código KOATUU es 6322000000. El código postal 62300 y el prefijo telefónico +380 5763.